# Єваленко Олександр Маркович
Олександр Маркович Єваленко (Еваленко ) (25 липня 1860 — 15 квітня, 1934) — відомий російський книговидавець закордоном, підприємець, публіцист, редактор, платний агент царської охоронки.

## Политическая деятельность
Народився у єврейській родині. Міщанин м. Біла Церква, Київська губернія, Російська імперія. Мав великі зв'язки із представниками лівих політичних партій, хоча сам членом жодної з партій не був до закінчення своєї політичної діяльності (викриття).
В 1885—1886 роках перебував на службі в Департаменті поліції як агент.
Від серпня 1891 року — платний агент Департаменту поліції у Сполучених Штатах Америки із щомісячним утриманням у 200 доларів.
У Нью-Йорку познайомився з російськими емігрантами, щедро вносив значні суми на справу революційної пропаганди на рахунки різних партій - "Народної волі", соціал-демократів, соціалістів-революціонерів та ін..
Досить швидко набув довіри членів Комітету Фонду вільної російської преси (ФВРП) С. М. Степняка-Кравчинского, Л. Б. Гольденберга, Є. Є. Лазарева.
Від весни 1893 року керівник книжкового складу Фонду вільної російської преси в Нью-Йорку, а пізніше, коли керівники фонду перебралися до Європи, став представником Фонду США.
Восени 1895 року в Лондоні увійшов до кола європейських емігрантських кіл революційних партій та обговорював із представниками цих партій плани видання революційної та лівої періодичної літератури.
Єваленко не лише був інформатором Департаменту поліції, а й робив реальні спроби шкодити революційному руху. Їм, наприклад, було вжито заходів для припинення американського видання «Free Russia». Від червня 1894 року видання журналу було припинено. У той же час, з метою підняти свій авторитет та відвести можливу підозру, він розгорнув активну діяльність щодо розвитку Фонду та збільшення революційних видань.
У  1897 роках представники емігрантських організацій у США отримали непряму інформацію про провокаторську діяльність Єваленка. Вдалося з'ясувати його агентурні псевдоніми "Сергіївський", "Бодман". Проте, товариський суд над Єваленком у 1898 році в Нью-Йорку виправдав його.
В 1911 році колишній обізнаний співробітник Департаменту поліції Л. П. Меньщиков викрив Єваленка, надавши керівникам емігрантських організацій копії доповідних записок цього платного агента охранки.

## Видавнича діяльність
Крім видання літератури революційної та лівої спрямованості, такої як фундаментальна робота К. Маркса «Капітал» (I том), повісті радикального змісту Степняка-Кравчинського «Підпільна Росія», збірки «За сто років» та участі в інших видавничих проектах революційних емігрантських організацій у США та Європі, Єваленко був засновником та видавцем журналу для емігрантів «Російсько-Американський вісник» (1910).
Є підстави вважати, що Єваленко видавав і друкував революційні видання коштом Департаменту поліції.
Єваленко був власником власного видавництва «International Library Publishing Co» (створеного раніше 1897), яке окрім видання періодичної літератури, видавало путівники та збірки для емігрантів. Крім цього, воно вважалося найбільшим видавництвом у Сполучених Штатах наприкінці XIX — початку XX століття, яке видавало книги єврейською мовою..

## Відношення до СРСР
У кінці 1924 року Єваленко вирішив переїхати зі США до Німеччини. Як заможна людина, за час своєї видавничої роботи він зібрав особисту бібліотеку в 150 000 томів. При переїзді він хотів передати безоплатно всю бібліотеку в СРСР, на рахунок відкупу своєї провини перед революціонерами, коли був агентом поліції. Інститут Леніна придбав у нього кілька рідкісних видань у квітні 1926 року.